# Algeriet i olympiska sommarspelen 1980
Algeriet deltog i de olympiska sommarspelen 1980 med en trupp bestående av 54 deltagare. Ingen av landets deltagare erövrade någon medalj.

## Boxning
Lätt flugvikt
- Ahmed Siad
  - Första omgången — Bye
  - Andra omgången — Besegrade Lincoln Salcedo (Ecuador) på poäng (5-0)
  - Kvartsfinal — Förlorade mot Ismail Mustafov (Bulgarien) på poäng (0-5)

Lätt weltervikt
- Boualem Belaouane
  - Andra omgången — Besegrade Barrington Cambridge (Guyana) på poäng (5-0)
  - Second omgången — Förlorade mot Ace Rusevski (Jugoslavien) på poäng (0-5)

Lätt tungvikt
- Mohamed Bouchiche
  - Första omgången — Förlorade mot Pawel Skrzecz (Polen) efter walk-over

## Fotboll
Grupp C
|             | Spelade | Vinster | Oavgjorda | Förluster | Gjorda mål | Insläppta mål | Poäng |
| ----------- | ------- | ------- | --------- | --------- | ---------- | ------------- | ----- |
| Östtyskland | 3       | 2       | 1         | 0         | 7          | 1             | 5     |
| Algeriet    | 3       | 1       | 1         | 1         | 4          | 2             | 3     |
| Spanien     | 3       | 0       | 3         | 0         | 2          | 2             | 3     |
| Syrien      | 3       | 0       | 1         | 2         | 0          | 8             | 1     |

Slutspel
|  | Kvartsfinal              | Kvartsfinal           |                         |   | Semifinal               | Semifinal               |   |  | Final | Final |
|  |                          |                       |                         |   |                         |                         |   |  |       |       |
|  | 27 juli 1980 - Moskva    |                       |                         |   |                         |                         |   |  |       |       |
|  |                          |                       |                         |   |                         |                         |   |  |       |       |
|  | Sovjetunionen            | 2                     |                         |   |                         |                         |   |  |       |       |
|  | Sovjetunionen            | 2                     | 29 juli 1980 - Moskva   |   |                         |                         |   |  |       |       |
|  | Kuwait                   | 1                     |                         |   |                         |                         |   |  |       |       |
|  | Kuwait                   | 1                     | Östtyskland             | 1 |                         |                         |   |  |       |       |
|  | 27 juli 1980 - Kiev      |                       | Östtyskland             | 1 |                         |                         |   |  |       |       |
|  |                          | Sovjetunionen         | 0                       |   |                         |                         |   |  |       |       |
|  | Östtyskland              | Sovjetunionen         | 0                       | 4 |                         |                         |   |  |       |       |
|  | Östtyskland              |                       | 2 augusti 1980 - Moskva | 4 |                         |                         |   |  |       |       |
|  | Irak                     | 0                     |                         |   |                         |                         |   |  |       |       |
|  | Irak                     | 0                     | Tjeckoslovakien         | 1 |                         |                         |   |  |       |       |
|  | 27 juli 1980 - Leningrad |                       | Tjeckoslovakien         | 1 |                         |                         |   |  |       |       |
|  |                          | Östtyskland           | 0                       |   |                         |                         |   |  |       |       |
|  | Tjeckoslovakien          | Östtyskland           | 0                       | 3 |                         |                         |   |  |       |       |
|  | Tjeckoslovakien          | 29 juli 1980 - Moskva |                         | 3 |                         |                         |   |  |       |       |
|  | Kuba                     | 0                     |                         |   |                         |                         |   |  |       |       |
|  | Kuba                     | 0                     | Tjeckoslovakien         | 2 | Bronsmatch              | Bronsmatch              |   |  |       |       |
|  | 27 juli 1980 - Minsk     |                       | Tjeckoslovakien         | 2 | Bronsmatch              | Bronsmatch              |   |  |       |       |
|  |                          | Jugoslavien           | 0                       |   | 1 augusti 1980 - Moskva | 1 augusti 1980 - Moskva |   |  |       |       |
|  | Jugoslavien              | Jugoslavien           | 0                       | 3 | 1 augusti 1980 - Moskva | 1 augusti 1980 - Moskva |   |  |       |       |
|  | Jugoslavien              |                       |                         |   |                         | Sovjetunionen           | 2 |  |       |       |
|  | Algeriet                 | 0                     |                         |   |                         | Sovjetunionen           | 2 |  |       |       |
|  | Algeriet                 | 0                     | Jugoslavien             | 0 |                         |                         |   |  |       |       |
|  |                          |                       | Jugoslavien             | 0 |                         |                         |   |  |       |       |

## Friidrott
Herrar
| Idrottare            | Gren                        | Heat     | Heat      | Semifinal        | Semifinal        | Final            | Final            |
| Idrottare            | Gren                        | Resultat | Placering | Resultat         | Placering        | Resultat         | Placering        |
| -------------------- | --------------------------- | -------- | --------- | ---------------- | ---------------- | ---------------- | ---------------- |
| Mehdi Aidet          | Herrarnas 800 meter         | 1:50,4   | 3 Q       | 1:48,11          | 8                | Gick inte vidare | Gick inte vidare |
| Derradji Harek       | Herrarnas 800 meter         | 1:49,9   | 5 Q       | 1:51,81          | 8                | Gick inte vidare | Gick inte vidare |
| Mehdi Aidet          | Herrarnas 1 500 meter       | 3:43.86  | 2 Q       | 3:44,85          | 9                | Gick inte vidare | Gick inte vidare |
| Abderrahmane Morceli | Herrarnas 1 500 meter       | 3:45,96  | 7         | Gick inte vidare | Gick inte vidare | Gick inte vidare | Gick inte vidare |
| Derradji Harek       | Herrarnas 1 500 meter       | 3:45,29  | 8         | Gick inte vidare | Gick inte vidare | Gick inte vidare | Gick inte vidare |
| El-Hachemi Abdenouz  | Herrarnas 5 000 meter       | 13:42,07 | 1 Q       | 14:15.85         | 12               | Gick inte vidare | Gick inte vidare |
| Rachid Habchaoui     | Herrarnas 5 000 meter       | 13:59,85 | 9         | Gick inte vidare | Gick inte vidare | Gick inte vidare | Gick inte vidare |
| Rachid Habchaoui     | Herrarnas 10 000 meter      | 29:12,9  | 6         | n/a              | n/a              | Gick inte vidare | Gick inte vidare |
| Abdel Madjid Mada    | Herrarnas 10 000 meter      | 30:23,4  | 6         | n/a              | n/a              | Gick inte vidare | Gick inte vidare |
| Abdel Madjid Mada    | Herrarnas maraton           | n/a      | n/a       | n/a              | n/a              |                  | DNF              |
| Lahcen Babaci        | Herrarnas 3000 meter hinder | 8:38,68  | 7 Q       | 8:25,47          | 6 Q              | 8:31,80          | 11               |

| Idrottare         | Gren               | Kval | Kval      | Final            | Final            |
| Idrottare         | Gren               | Höjd | Placering | Höjd             | Placering        |
| ----------------- | ------------------ | ---- | --------- | ---------------- | ---------------- |
| Abdel Hamid Sahil | Herrarnas höjdhopp | 2,18 | 21        | Gick inte vidare | Gick inte vidare |
| Othmane Belfaa    | Herrarnas höjdhopp | 2,05 | 28        | Gick inte vidare | Gick inte vidare |

## Fäktning
Herrarnas florett
- Tahar Hamou

## Handboll
Gruppspel
| Rank | Lag           | Pld | W | D | L | GF  | GA  | Poäng |  | Sovjetunionen | Rumänien | Socialistiska federativa republiken Jugoslavien | Olympic flag for Switzerland | Algeriet | Kuwait |
| ---- | ------------- | --- | - | - | - | --- | --- | ----- |  | ------------- | -------- | ----------------------------------------------- | ---------------------------- | -------- | ------ |
| 1.   | Sovjetunionen | 5   | 4 | 0 | 1 | 134 | 75  | 8     |  | X             | 19:22    | 22:17                                           | 22:15                        | 33:10    | 38:11  |
| 2.   | Rumänien      | 5   | 4 | 0 | 1 | 119 | 88  | 8     |  | 22:19         | X        | 21:23                                           | 18:16                        | 26:18    | 32:12  |
| 3.   | Jugoslavien   | 5   | 4 | 0 | 1 | 132 | 92  | 8     |  | 17:22         | 23:21    | X                                               | 26:21                        | 22:18    | 44:10  |
| 4.   | Schweiz       | 5   | 2 | 0 | 3 | 110 | 98  | 4     |  | 15:22         | 16:18    | 21:26                                           | X                            | 26:18    | 32:14  |
| 5.   | Algeriet      | 5   | 1 | 0 | 4 | 94  | 124 | 2     |  | 10:33         | 18:26    | 18:22                                           | 18:26                        | X        | 30:17  |
| 6.   | Kuwait        | 5   | 0 | 0 | 5 | 64  | 176 | 0     |  | 11:38         | 12:32    | 10:44                                           | 14:32                        | 17:30    | X      |